# Inventura

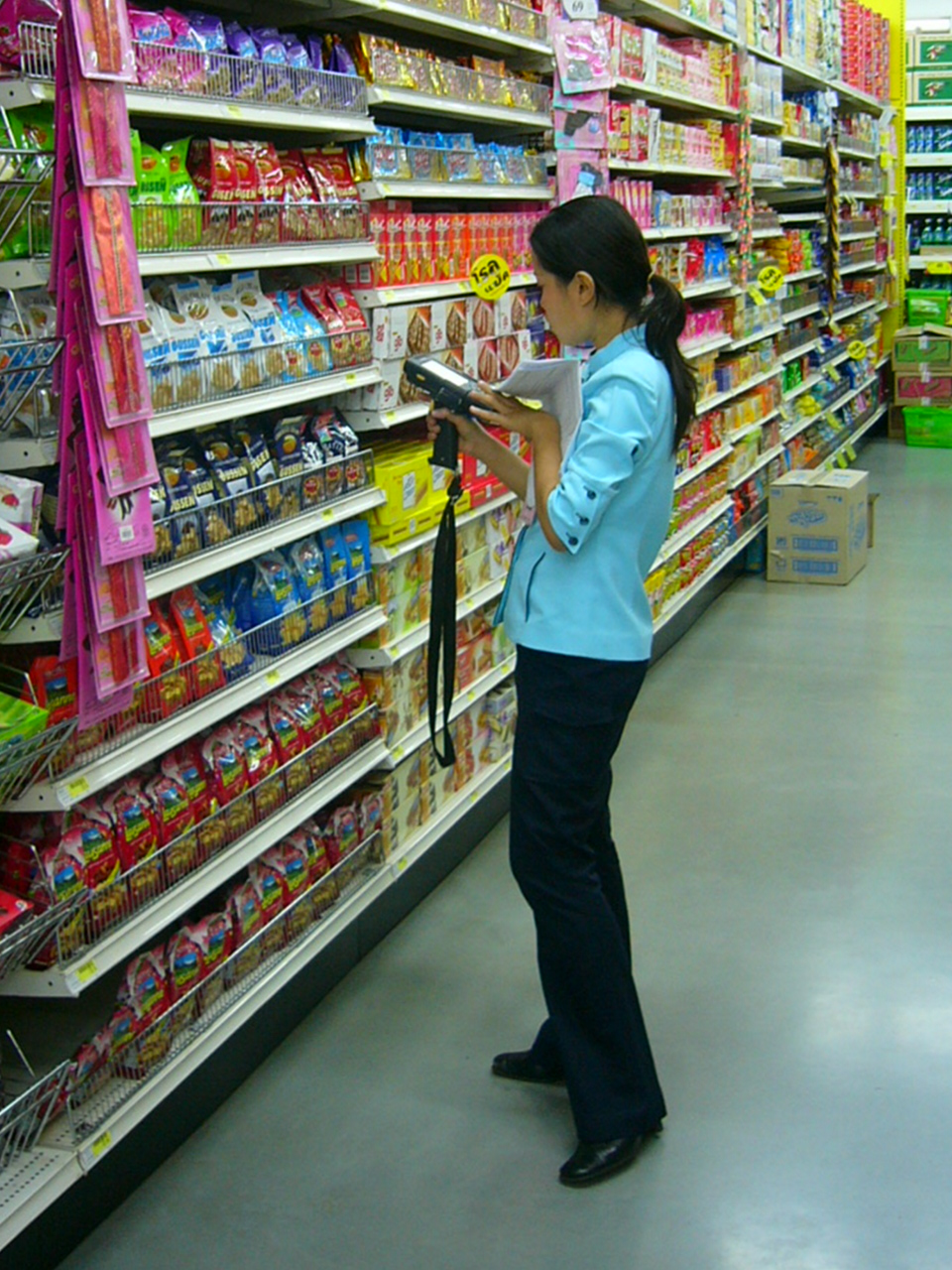
Inventura v maloobchodě

Termíny inventura či inventarizace se zejména v ekonomických oborech označuje speciální administrativní úkon, kdy se ke stanovenému datu zjišťuje stav (množství, cena) hospodářských prostředků, popřípadě jejich zdrojů. Provádí se tedy inventarizace majetku a závazků.
V biologii inventarizace znamená zjišťování všech druhů určité taxonomické skupiny na určitém území, většinou pro potřeby ochrany přírody.

## Časové dělení inventur
- měsíční,
- čtvrtletní,
- roční,
- nepravidelné (podle potřeb).

## Věcné rozdělení inventur
- fyzická inventura – přesné zjištění stavu inventáře přímo na místě, např.
  - inventura hmotného a nehmotného majetku ve firmě,
  - inventura počtu zvířat ve stáji,
  - inventura lesních porostů, pozemků apod.,
  - inventura stavu zboží v prodejně, skladu či ve výrobě apod.
- dokladová inventura – porovnání evidenčního stavu (administrativní evidence) s fyzickým stavem (např. vzhledem k přijímání a vydávání zboží v nějaké prodejně, velkoobchodním skladu apod.); používá se pro kontrolu závazků a pohledávek, případně i dalších složek majetku, které nelze zkontrolovat fyzicky

## Inventarizace
Slovo inventarizace vyjadřuje:
- pořizování inventáře a jeho evidenci,
- administrativní zjištění skutečného stavu hospodářských prostředků včetně jejich zdrojů doplněné o porovnání s účetním stavem a dohledání případných nesrovnalostí včetně případného objasnění zjištěných rozdílů a příčin jejich vzniku,
- zápis prostředků do seznamu (katalogu) inventáře (tzv. inventární seznam).

### Inventurní řády a směrnice
- firmy, úřady a další společenské instituce se řídí příslušnými právními normami, jež upravují praktické postupy prováděné během inventur a inventarizací, k tomuto účelu často vydávají své vnitropodnikové interní směrnice, řády a nařízení, jež tuto problematiku upravují vzhledem k provozním požadavkům daného subjektu

### Inventury a inventarizace v neekonomických oborech
- v přírodních vědách se slovo inventarizace používá např. pro zjišťování fyzického stavu daného ekosystému, kde se zjišťuje výskyt jednotlivých taxonů a další skutečnosti,
- v lesnictví pak např. inventarizace lesů, resp. národní inventarizace lesů,
- v lingvistice pak např. pro zjišťování slovní zásoby daného jazyka, evidenci repertoáru jeho jazykových jednotek apod.,
- slovo inventura se pak v přeneseném smyslu slova občas objevuje např. v názvech některých dramatických děl – viz Malá noční inventura apod.

### Inventarizace sbírek
Inventarizace sbírek je kontrola reálného stavu sbírkových předmětů s evidenčním záznamem. Kontroluje se jeho stav, způsob uložení, případná potřeba konzervace, preparace nebo restaurování, způsob jeho uložení a prostředí v němž je uložen. V každém kalendářním roce se stanoví počet sbírkových předmětů k inventarizaci tak, aby cela sbírka byla inventarizovaná nejpozději v průběhu 10 let, v případě, že je součástí sbírky více než 500 000 věcí movitých, v průběhu 15 let. Během jednoho roku se však musí inventarizovat nejméně 5 % všech věcí, které sbírku tvoří.
Ministerstvo kultury může nařídit tzv. mimořádnou inventarizaci, a to z těchto důvodů:
1. pokud došlo k odcizení sbírkových předmětu a je třeba zjistit rozsah škody,
2. po přestěhování sbírky do jiných prostor,
3. byla-li sbírka poškozena vnějšími vlivy,
4. nemohla-li být provedena řádná inventarizace v uplynulém kalendářním roce.

Inventarizaci provádí nejméně tříčlenná inventarizační komise, kterou jmenuje vlastník sbírky. V případě mimořádné inventarizace je tato komise jmenována ministerstvem kultury. Po dokončení inventury sepíše tato komise zápis, který obsahuje datum, jméno, příjmení, funkci a podpisy osob, které inventarizaci provedli. Tento zápis předloží vlastníku sbírky, popřípadě ministerstvu kultury. Pokud komise zjistí rozdíl mezi evidenčním záznamem a skutečným stavem sbírkového předmětu, přiloží protokol, ve kterém jsou tyto rozdíly zapsány a zdůvodněny. Vlastník sbírky, popřípadě ministerstvo, učiní opatření k jejich nápravě.

## Vztah k účetnictví a daňovým předpisům

### Účetní a daňová inventarizace
Znamená porovnání skutečného stavu a majetku se stavem majetku a závazků vedeného v daňové evidenci. Podle § 7b zákona o daních z příjmů musí podnikatel zjistit skutečný stav zásob, hmotného majetku, pohledávek a závazků jednou v roce – tj. poslední den zdaňovacího období.

### Účetní a daňová inventura
- peněžního deníku,
- stav neuhrazených pohledávek a závazků,
- stav majetku v knihách,
- stav v ostatních knihách
- přepočet cizí měny na českou.